# Мингаш, Родригеш
Родригеш Мингаш (порт. Rodrigues Mingas) — руководитель военной организации Фронта за освобождение анклава Кабинда FLEC-PM («ФЛЕК-Военная позиция»). Организатор партизанских военных акций кабиндских сепаратистов. Принял ответственность за нападение на футбольную сборную Того 8 января 2010 года. В январе 2011 года арестован во Франции.

## «Военная позиция» ФЛЕК
Биографические данные Родригеша Мингаша в свободном доступе отсутствуют, однако известно, что он — уроженец Кабинды, длительное время проживавший во Франции. Состоял в правительстве самопровозглашённой Республики Кабинда, занимал пост министра информации. Возглавил одно из ответвлений ФЛЕК — военную организацию FLEC-PM («ФЛЕК-Военная позиция»).
После гибели Жонаса Савимби и прекращения гражданской войны сепаратистское движение ФЛЕК осталось единственной организованной силой, которая ведёт вооружённую борьбу против режима МПЛА и президента душ Сантуша. Действия военного крыла кабиндских сепаратистов характеризуются рядом наблюдателей как жёсткие и эффективные.

Мы находимся в состоянии войны. А на войне разрешено стрелять.

Родригеш Мингаш

## Нападение на тоголезскую сборную
Мировую известность Родригеш Мингаш приобрёл после 8 января 2010 года. Он и его организация взяли на себя ответственность за обстрел автобуса с футбольной сборной Того, направлявшейся на Кубок африканских наций. Погибли три человека (помощник тренера, пресс-секретарь команды и водитель автобуса), несколько футболистов получили ранения, в том числе двое — тяжёлые.
Родригеш Мингаш выразил соболезнования тоголезским футболистам и членам их семей:

Мы ничего не имеем против африканских братьев и мы любим футбол.

Он объяснил нападение тем, что Ангола находится в состоянии войны с Кабиндой, а ангольские военные сопровождали автобус. Именно по военному конвою наносился удар партизан.
При этом Мингаш ни в коей мере не отмежевался от акции и не считал её ошибкой. Он предупредил, что атаки будут продолжаться и впредь. Ответственность за происшедшее Мингаш возложил на ангольское правительство и на безразличие мирового сообщества к бедствиям народа Кабинды.

## Арест и поддержка
18 января 2011 года Родригеш Мингаш был арестован во Франции по запросу правительства Анголы. СМИ публиковали адресованное ему письмо из Кабинды с выражением поддержки.

Мы пишем Вам, чтобы выразить признательность. Кабинда с Вами в Вашей борьбе за свободу. Надеемся, что французское правительство и президент Николя Саркози не настолько подвержены влиянию Жозе Эдуарду душ Сантуша, чтобы долго держать Вас в тюрьме. Чего бы это ни стоило, мы в Кабинде будем поддерживать Вас и Ваше движение FLEC-PM. Нам нечего терять — нет ни работы, ни средств для жизни. Мы ещё восстанем так же, как в Тунисе и Египте. Мы живём в эпоху конца диктатур в Африке. Знайте: Кабинда с Вами.